# 相柳

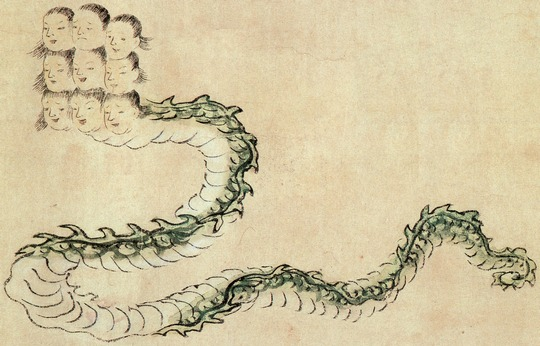
江戸時代の日本の絵巻物『怪奇鳥獣図巻』より「相柳」

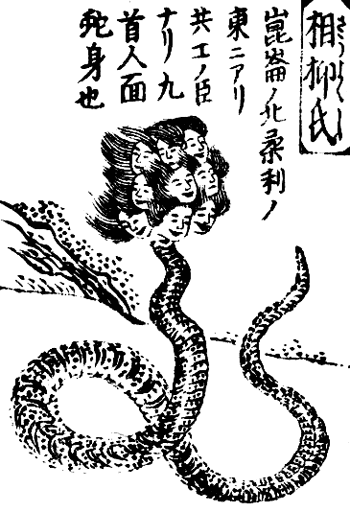
『唐土訓蒙図彙』（1802年、日本）「相柳氏」　名称の振り仮名に「そうよくし」と確認できる

相柳（そうりゅう　Xiang-liu）は、古代中国神話に登場する怪物の一つ。九つの人間の頭を持つ大蛇の姿をしているとされる。

## 概要
九つの頭で九つの山のものを食べつくすといい、また相柳の通過したあとは谷や沢に変貌してしまったともいう。共工に仕えており、体から毒水を出し、周囲の大地を汚染し天下を困らせた。また、その血液は非常になまぐさく、英雄・禹（う）に退治された時に流された大量の血液が広範囲の土地を汚染し農業などを不能にしたという。
『山海経』海外北経によると、禹によって相柳が退治されたのは柔利国の地であると記されている。

## 日本における誤読
日本で江戸時代に描かれた絵巻物『怪奇鳥獣図巻』本文につけられた解説では「相柳」のことを「そうよく」と呼んでいる。これは「柳」（りゅう）の字を「抑」（よく）と誤読したことによるものであると考えられている。同様に日本で出版された『唐土訓蒙図彙』（1802年）にもおなじ誤読は見られる。（画像参照）　「柳」の字を「抑」と見る文字表記は中国から輸入された類書における相柳の名称表記の書体にも見ることが出来、日本での絵巻物や書籍の製作に際して参考にされた類書での書体が、「そうよく」という読み方が発生した原因であったといえる。